# Bausch & Lomb Championships 1996
Il  Bausch & Lomb Championships 1996 è stato un torneo di tennis giocato sulla terra verde. È stata la 17ª edizione del torneo, che fa parte della categoria Tier II nell'ambito del WTA Tour 1996. Si è giocato all'Amelia Island Plantation di Amelia Island negli USA dall'8 al 14 aprile 1996.

## Campionesse

### Singolare
Irina Spîrlea ha battuto in finale  Mary Pierce con il punteggio di 6–7, 6–4, 6–3

### Doppio
Chanda Rubin /  Arantxa Sánchez Vicario hanno battuto in finale  Meredith McGrath /  Larisa Neiland con il punteggio di 6–1, 6–1